# Pradera y bosque montano de abedules de Escandinavia
La pradera y bosque montano de abedules de Escandinavia es una ecorregión de la ecozona paleártica, definida por WWF, que se extiende por los Alpes escandinavos, en Noruega y las zonas limítrofes del noroeste de Suecia y el extremo norte de Finlandia.

## Descripción
Es una ecorregión de tundra, pradera alpina y bosque montano de abedules que ocupa 243.200 kilómetros cuadrados a lo largo de 1600 kilómetros de los Alpes escandinavos.
Alberga los mayores glaciares del continente europeo.
La ecorregión está formada en parte por pequeños enclaves de montaña rodeados por otros biomas de menor altitud.

## Flora

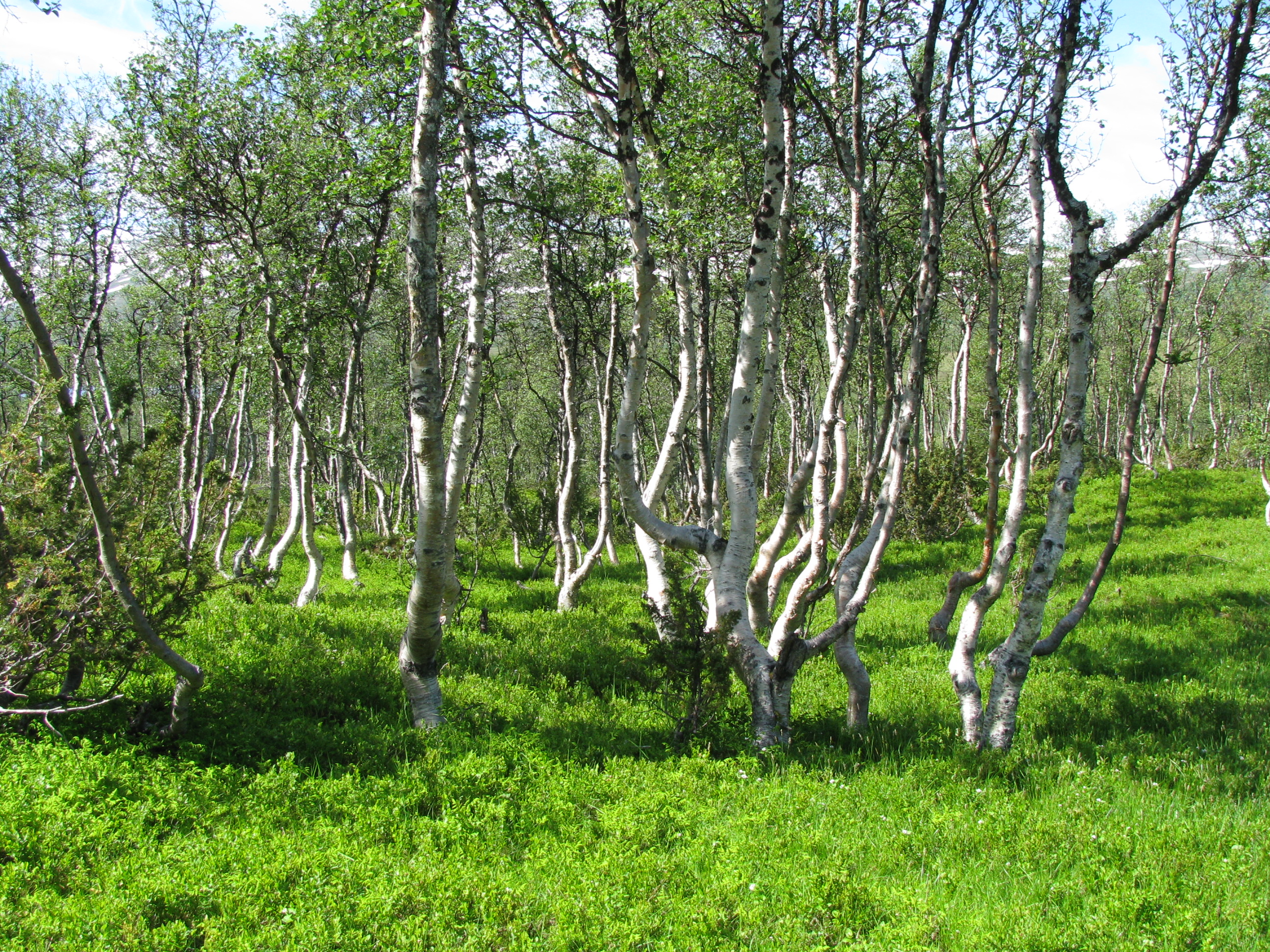
Árboles de abedul de montaña junto a arbustos de arándano y enebro común. municipio de Rennebu, Sør-Trøndelag, Noruega

Un tercio de la ecorregión consiste en tundra alpina con muy escasa vegetación. Otro tercio es tundra subalpina, con una cobertura vegetal continua, formada por abedules y sauces enanos y pradera, además de numerosos lagos y pantanos. El último tercio está formado por abedules blancos (Betula pubescens) de hasta 4 metros de altura.
Muchas plantas alpinas de esta región no se encuentran en el resto de Europa, pero sí en zonas árticas y montañosas de América del Norte.

## Fauna
La fauna incluye depredadores como el glotón (Gulo gulo), el oso pardo (Ursus arctos), el lobo (Canis lupus) y el zorro común (Vulpes vulpes). El zorro ártico (Alopex lagopus) está en peligro de extinción.
También hay renos (Rangifer tarandus) salvajes; y unos 150 bueyes almizcleros (Ovibos moschatus) en Dovrefjell, reintroducidos desde Groenlandia en los años 1950, ya que la especie estuvo extinta en Escandinavia.

## Estado de conservación
Vulnerable. Muy bonita y tranquila.